# Seznam osebnosti iz Občine Hrastnik
Seznam osebnosti iz Občine Hrastnik vsebuje osebnosti, ki so se tu rodile, delovale ali umrle.
Občina Hrastnik ima 19 naselij: Boben, Brdce, Brnica, Dol pri Hrastniku, Čeče, Gore, Hrastnik, Kal, Kovk, Krištandol, Krnice, Marno, Plesko, Podkraj, Prapretno pri Hrastniku, Studence, Šavna Peč, Turje, Unično.

## Gospodarstvo
- Martin Klančišar, rudarski strokovnjak, direktor, artizan, politični aktivist, župan, učitelj (1903, Trbovlje – 1974, Celje) – v Hrastniku nekaj časa zasedal vodstveno mesto v rudarstvu
- Tone Bantan, kmetijski strokovnjak, publicist, zadružni delavec, avtor prve slovenske knjige o kmetijskih strojih (1909, Marno – 1971, Ljubljana)
- Viktor Bajec, agronom, kmetijski gospodarstvenik (1909, Brdce – 2006, Ljubljana)
- Ana Dimnik, gostilničarka in aktivistka (1852, Hrastnik – 1921, Trbovlje)
- Rudi Babič, rudarski inženir, univerzitetni profesor in gospodarstvenik (1920, Hrastnik – 1998, Trbovlje)
- Fanči Kuhar, turistična delavka, ekonomistka, kulturna delavka (1943, Hrastnik)
- Slavko (Alojz) Marcen, industrijski oblikovalec, grafični oblikovalec (1944, Celje)
- Bojan Klenovšek, poslovnež (?, ?) – nekdanji direktor Rudnika Trbovlje-Hrastnik
- Stojan Binder, poslovnež, politik (1956, ?) – nekdanji direktor Steklarne Hrastnik
- Branko Majes, poslovnež, ekonomist, politik (1958, ?) – trenutni direktor Tovarne kemičnih izdelkov Hrastnik
- Andrej Božič, poslovnež (1960, Brežice) – nekdanji direktor Steklarne Hrastnik
- Andrej Orožen, tehnolog, poslovnež, podjetnik, rokometaš (1966, ?) – direktor podjetja DEWESoft
- Peter Čas, poslovnež (?, ?) – trenutni direktor Steklarne Hrastnik

## Naravoslovna in humanistična znanost
- Janko Orožen, zgodovinar, geograf, slavist, šolnik, avtor učbenikov, soavtor leksikonov (1891, Turje – 1989, Celje) – avtor knjige Zgodovina Trbovelj, Hrastnika in Dola (1958)
- Anton Sovre, klasični filolog, prevajalec, profesor, urednik (1885, Šavna Peč – 1963, Ljubljana) – po njem se imenujejo občinska knjižnica, občinski pohod in Sovretova nagrada Društva slovenskih književnih prevajalcev
- Ivan Mlinar, zgodovinar, profesor, strokovni pisec (1897, Loka pri Zidanem Mostu – 1980, Celje) – avtor več razprav o zgodovini Hrastnika
- Zoran Rant, strojnik in profesor (1904, Ljubljana – 1972, München) – vodja rekonstrukcije in ureditve naprav za stisnjeni zrak v rudnikih Zagorje, Trbovlje, Hrastnik in Senovo
- Avguštin (Avgust) Podlunšek, inovator (1907, Hrastnik – 1986, Hrastnik)
- Aleksander Rjazancev, zdravnik, metalurg, kemik, zgodovinar (1924, Koroška Bela – 1984, Jesenice) – izumil je postopek čiščenja železarn, kar je omogočilo tudi pridobivanje železovega ferosulfata, ki so ga z Jesenic nato prodajali v kemično tovarno v Hrastnik
- Drago Kotnik, ekonomist, univerzitetni profesor, gospodarstvenik (1927, Dol pri Hrastniku – 2014, ?)
- Igor Vrišer, geograf in akademik (1930, Ljubljana – 2013, Ljubljana) – avtor knjige Rudarska mesta Zagorje, Trbovlje, Hrastnik (1963)
- Martina Orožen, jezikoslovka, slavistka, univerzitetna profesorica (1931, Turje)
- Rudolf Kladnik, fizik, univerzitetni profesor (1933, Hrastnik – 1996, ?)
- Marjeta Šentjurc, fizičarka (1940, Hrastnik?) – hči Lidije Šentjurc, nekaj časa živela v Hrastniku
- Martin Ivanič, leksikograf, publicist (1948, Dolenji Suhor pri Vinici) – avtor publikacije Stavka rudarjev v rudnikih Trbovlje in Hrastnik
- Alojzija Zupan Sosič, literarna zgodovinarka, literarna teoretičarka, univerzitetna profesorica (1964, Trbovlje)
- Boris Golec, zgodovinar, univerzitetni profesor (1967, Trbovlje)

## Politika, diplomacija, pravo
- Franc Pust, župan (1814, Trbovlje – 1871, Trbovlje) – župan Občine Trbovlje, ko je ta zajemala tudi velik del Hrastnika; njegov oče je bil doma iz Prapretna nad Hrastnikom
- Boštjan Roš, politik, železniški konstrukter (1839, Hrastnik – 1917, Beograd)
- Ferdinand Roš, politik, župan (1847, Hrastnik – 1923, Hrastnik)
- Franc Roš, politik, župan, odvetnik (1884, Hrastnik – 1976, Laško)
- Valdemar Lunaček, pravnik, ekonomist (1893, Petrinja – 1963, Čeče)
- Lidija Šentjurc, revolucionarka, političarka, narodna herojinja (1911, Hrastnik – 2000, Ljubljana)
- Sergej Kraigher, politik, partizan (1914, Postojna – 2001, ?) – mož Lidije Šentjurc, nekaj časa živel v Hrastniku
- Stane Dolanc, politik (1925, Hrastnik – 1999, Ljubljana)
- Marjan Orožen, politik, poslanec (1930, Turje – 2015, Ljubljana)
- Brane Milinovič, pravnik, direktor, župan (1936, Ptuj – 1999, Hrastnik)
- Leopold Grošelj, politik, poslanec, župan (1941, Zagorje ob Savi – 2018, ?) – župan Občine Hrastnik 1994–2002
- Marija Adanja, diplomatka, pravnica (1949, Hrastnik)
- Miran Jerič, politik, poslanec, župan, elektrotehnik (1958, Trbovlje) – župan Občine Hrastnik 2002–2018
- Soniboj Knežak, politik, poslanec (1962, Trbovlje)
- Lea Jagodič Lekočevič, pravnica, menedžerka (?, ?)
- Jani Medvešek, politik, novinar, urednik (1980, ?)
- Marko Funkl, politik, župan, socialni aktivist, rusist, filozof (1984, ?)

## Religija
- Jožef Hasl, duhovnik, redovnik, jezuit, nabožni pisatelj (1733, Celje – 1804, Dol pri Hrastniku)
- Jožef Hašnik, duhovnik, narodni buditelj, pesnik, publicist (1811, Trbonje – 1883, Šentjur) – med službovanjem v Zasavju prenovil trboveljsko župnijo, ki je tedaj obsegala tudi Hrastnik; učitelj »slovenske matere« Ane Dimnik
- Marjeta Gerzin, redovnica, bolničarka (1882, Mihelja vas – 1968, Raka) – po 2. svetovni vojni se je zatekla k sorodnikom na Dol pri Hrastniku
- Lojze Kozar, duhovnik, urednik, pisatelj (1910, Martinje – 1999, Odranci) – krajši čas služboval kot kaplan v Hrastniku
- Anton Polda, duhovnik (1916, Zgornje Gorje – 1945, Hrastnik)
- Anton Kolar, duhovnik (1946, Celje – 2015, Celje) – več let je služboval na Dolu pri Hrastniku

## Kultura, umetnost

### Arhitektura in gradbeništvo
- Leonard Fantennutti (?, ?) – arhitekt Ville de Seppi
- Anton Melan, gradbenik (1894, ?) – nadzornik gradnje Ville de Seppi
- Anton Stergaršek, gradbeni projektant (1901, Šavna Peč – 1973, Maribor)
- Ivan Maurovič, arhitekt (?, ?)
- Jovo Grobovšek, arhitekt, fotograf, konservator, oblikovalec (1946, Hrastnik)

### Gledališče, film in televizija
- Fedor Gradišnik, gledališčnik, lekarnar, publicist (1890, Hrastnik – 1972, Celje)
- Simon Tanšek, filmski snemalec (1973, Trbovlje)

### Glasba in ples
- Ivan Brezovšek, glasbenik, dirigent, zborovodja (1888, Studence – 1942, Beograd)
- Ivan Šopar, organist, zborovodja, veteran 1. svetovne vojne (1888, Dol pri Hrastniku – 1973, Vojnik)
- Milka Hartman, ljudska pevka, bukovnica, ljudska pesnica (1902, Libuče pri Pliberku – 1997, Libuče pri Pliberku) – v Hrastniku vodila pevske in gospodinjsko-kuharske tečaje
- Bruno Brun, klarinetist, pedagog (1910, Hrastnik – 1978, Beograd)
- Sonja Draksler Radda, glasbenica, operna pevka, mezzosopranistka (1927, Dol pri Hrastniku – 2016, Celovec)
- Ernest Ačkun, klarinetist, pedagog (1930, Hrastnik – 2001, Beograd)
- Jože Rus, glasbenik, godbenik (?, ?) – dolgoletni dirigent Steklarske godbe Hrastnik
- Jože Banič, fagotist (1945, Murska Sobota) – dolgoletni dirigent Rudarske godbe Hrastnik
- Zdravko Hribar, glasbenik, trobentač, dirigent (1948, Matke) – nekaj let služboval na glasbeni šoli v Hrastniku
- Slobodan Filipović, glasbenik, kulturni delavec (?, Sarajevo)
- Božidar Wolfand - Wolf, pevec (1962, Trbovlje)
- Branko Potočan, koreograf in plesalec (1963, Trbovlje)
- Ivan Medved, glasbenik, godbenik (?, ?) – trenutni dirigent Steklarske godbe Hrastnik
- Stanko Abram (Stanny), pop, rock, disko in funk glasbenik, DJ, producent (1971, Trbovlje)
- Oskar Laznik, saksofonist (1987, ?)
- Uroš Razpotnik, klarinetist (1991, Trbovlje) – trenutni dirigent Rudarske godbe Hrastnik
- Franci Šuštar, rogist (1992, Trbovlje)

### Književnost
- Franc Kozar, rudar, partizan, delavski pesnik in pisatelj, urednik, socialni aktivist (1904, Hrastnik – 1944, Ljubno ob Savinji ali Menina planina)
- Vida Bošnjak Logar, pesnica, pisateljica, vzgojiteljica (1934, Radoviči pri Metliki) – vse od leta 1954 živela in službovala v Hrastniku

### Kiparstvo, slikarstvo in fotografija
- Stojan Batič, kipar (1925, Trbovlje – 2015, Ljubljana) – avtor spomenika padlim borcem NOB v Hrastniku
- Darinko Plevnik, slikar, likovni pedagog, scenograf (1931, Vrbno – 1987, Ravne na Koroškem) – v Hrastniku priredil samostojno slikarsko razstavo
- Anton Repnik, slikar, ilustrator (1935, Sv. Vid pri Vuzenici – 2020, Slovenj Gradec) – v Hrastniku priredil samostojno slikarsko razstavo
- Leopold Hočevar - Hoči, slikar (1940, Hrastnik – 1986, Trbovlje)
- Marija Heberle Perat, fotografinja, likovna pedagoginja, defektologinja (1944, Slovenski Javornik) – v Hrastniku priredila samostojno fotografsko razstavo
- Jože Barachini, slikar (?, Dol pri Hrastniku)
- Branko Klančar, slikar, fotograf (1948, Dol pri Hrastniku)
- Dušan Kastelic, stripar, risar animiranih filmov, predavatelj, prejemnik nagrade Prešernovega sklada (1964, Trbovlje) – na začetku kariere služboval tudi kot oblikovalec v hrastniški kemični tovarni

### Razno
- Marko Orožen, kulturni delavec, pravnik, politik (1940, Turje – 2001, Dol pri Hrastniku)
- Jože Volfand, časnikar, sociolog (1944, Hrastnik)
- Jana Mlakar Adamič, muzejska svetnica, predavateljica (1962, Ljubljana) – avtorica več strokovnih del o Zasavju, tudi o Hrastniku

## Šolstvo
- Karel Valentinčič, učitelj, ravnatelj, muzejski delavec, kronist (1843, Laško – 1922, Laško) – nekaj časa služboval v Hrastniku
- Gustav Vodušek, učitelj, šolski nadzornik, župan (1859, Vitanje – 1937, Trbovlje) – pred zaposlitvijo v Trbovljah krajši čas služboval tudi v Hrastniku
- Anton Gnus, šolnik (1863, Pilštanj – 1944, Dol pri Hrastniku)
- Fran Brinar, šolnik (1865, Hrastnik – 1929, ?)
- Miloš Roš, učitelj, kulturni delavec (1881, Hrastnik – 1953, Laško)
- Josip Brinar, pisatelj, pedagog, avtor učbenikov in spisov, domoljub (1874, Studence – 1959, Celje)
- Alojz Hofbauer, učitelj, domoljub, zbiralec materialnih spomenikov in muzejskega gradiva, kulturni delavec, avtor več domoznanskih razstav (1892, Hrastnik – 1972, Hrastnik)
- Emil Hameršak, učitelj, domoljub, organizator odpora proti okupatorju, talec (?, Dol pri Hrastniku – 1942, Maribor)
- Anica Dolanc, učiteljica, vzgojiteljica (1911, Hrastnik – 1991, Ljubljana)
- Jože Brilej, šolnik, vzgojitelj, ravnatelj, turistični delavec (1924, Dobrava – 2015, Podčetrtek) – krajši čas upravitelj šole v Podkraju
- Frančiška (Fanči) Moljk, učiteljica, novinarka, kulturna delavka (1943, Dol pri Hrastniku)

## Šport
- Peter Cestnik, strelec, učitelj (1895, Dol pri Hrastniku – 1970, Beograd)
- Ante Mahkota, alpinist, fotoreporter, avtomobilski novinar (1936, Dol pri Hrastniku – 2018, Ljubljana)
- Peter Kauzer st., kajakaš na divjih vodah, trener (?, ?)
- Andreja Ojsteršek Urh, namiznoteniška igralka, športna trenerka (1963, Trbovlje)
- Vesna Ojsteršek Drnovšek, namiznoteniška igralka, športna trenerka (1968, Trbovlje)
- Damir Grgić, košarkaš športni trener (1979, Trbovlje)
- Gašper Ovnik, košarkaš, trener, športni pedagog (1982, Trbovlje) – vodil košarkarsko ekipo v Hrastniku
- Edvard Vecko, namizni tenisač (1944, Hrastnik)
- Darko Planinc, rokometaš (?, ?)
- Peter Kauzer ml., kajakaš na divjih vodah, evropski in dvakratni svetovni prvak v slalomu na divjih vodah, olimpijski podprvak (1983, Trbovlje)
- Denis Šketako, triatlonec, prej košarkaš (1988, Trbovlje)
- Darko Jorgić, namizni tenisač (1998, Trbovlje)
- Gregor Klepej (1987) - rokometaš (Dol pri Hrastniku)

## Vojska

### Vojaške osebnosti
- Josip Draksler - Povh, partizanski intendant, knjigovodja (1896, Dol pri Hrastniku – 1972, Ljubljana)

- Jože Menih - Rajko (Knap), partizan, narodni heroj, politkomisar v Pohorskem bataljonu, kulturni organizator, gledališki kritik, pesnik (1922, Hrastnik – 1943, Osankarica) – po njem se imenuje Osnovna šola narodnega heroja Rajka v Hrastniku
- Gvido Pavlič - Vitko, predvojni delavski aktivist, organizator narodnoosvobodilnega boja, talec (1918, Hrastnik – 1942, Maribor) – po njem se imenuje Pot Vitka Pavliča v Hrastniku
- Dušan Bravničar, partizan, lastnik in prvoborec (1919, Hrastnik – 2004, Ljubljana)
- Adam Dušak, partizan, borec Pohorskega bataljona (?, Hrastnik – 1943, Osankarica) – po njem se imenuje Cesta Adama Dušaka v Hrastniku
- Alojz Hafner - Velički/Veličko, partizanski komandir (?, Hrastnik – 1943, Igriše) – po njem se imenuje Veličkova cesta v Hrastniku
- Aleš Kapla, predvojni komunist in partizanski borec (?, Hrastnik – ?, ?) – po njem se imenuje Naselje Aleša Kaple v Hrastniku
- Franc Pušnik, steklarniški delavec, talec (?, Hrastnik – ?, Maribor) – po njem se imenuje Pot Franca Pušnika v Hrastniku
- Herman Debelak, steklarniški delavec, partizan (?, Hrastnik – 1944, ?) – po njem se imenuje Cesta Hermana Debelaka v Hrastniku
- Stevan Švabić, častnik (1865, Božurnja – 1935, Beograd) – z močno vojsko je vzdrževal red in mir v Ljubljani in z delavci močneje poseljenimi kraji (Zagorje, Trbovlje, Hrastnik, Kranj, Jesenice)

## Drugo
- Valerija Strnad, zdravnica (1880, Ljubljana – 1961, Železniki) – v letih 1919–1921 delovala kot revirska zdravnica v Hrastniku
- Janko Dernovšek, zdravnik, organizator zdravstva (1888, Hrastnik – 1949, Maribor)
- Rihard Šoper, novinar (1937, Brnica)
- Leopold Odlazek, ključavničar, slikar, pisatelj (1940, Trbovlje – 2014, Trbovlje) – za zbirko igrač rudarskih otrok v Zasavskem muzeju Hrastnik je izdelal več eksponatov
- Jožica Hafner, arhivistka Televizije Slovenija, slavistka (1955, Trbovlje)
- Marko Planinc, novinar, dopisnik (?, ?)